# Зонтхайм (Швабия)
Зонтхайм (нем. Sontheim) — община в Германии, в земле Бавария.
Подчиняется административному округу Швабия. Входит в состав района Нижний Алльгой. Население составляет 2496 человек (на 31 декабря 2010 года). Занимает площадь 26,53 км².